# Busard cendré
Circus pygargus
Espèce
Statut de conservation UICN

 LC  : Préoccupation mineure
Statut CITES
Le Busard cendré (Circus pygargus) est une espèce de rapaces diurnes migrateurs de la famille des Accipitridés. Il est parfois aussi appelé « busard de Montagu ».

## Morphologie
Le Busard cendré est un rapace mince, aux ailes étroites et pointues, à la silhouette fine, légère et élégante.
Il existe un dimorphisme sexuel au niveau du plumage, qui permet de différencier les individus mâles et femelles. Le mâle possède un plumage gris cendré, le bout des ailes noires ainsi qu’un trait noir sur le dessus de chaque aile. Quant à la femelle, son plumage est brun sur le dessus, brun foncé sur le dessous et son croupion est blanc.
Le busard cendré mesure 43 à 50 cm de longueur. La largeur des ailes est de 39 à 50 cm, l'envergure atteint 0,96 à 1,16 m. Le mâle pèse de 225 à 300 g, la femelle de 300 à 450 g.
Il peut être confondu avec le busard Saint-Martin. On peut reconnaître le busard cendré par sa queue et ses ailes longues et étroites (5e rémige primaire courte). Mais plus facile à identifier en vol par dessous, le plumage du mâle est plus sombre chez le busard cendré avec des flammèches brun-roux sur le ventre et les couvertures sous-alaires ainsi qu'une barre noire typique à la base des rémiges secondaires. En comparaison, le mâle adulte de Busard St-Martin, sympatrique, est tricolore, gris pâle, blanc et noir, sans barres alaires ni taches. Mais les femelles et les juvéniles restent difficiles à distinguer.

## Comportement

### Alimentation
Il se nourrit de micro-mammifères (type campagnols essentiellement), de petits oiseaux (type alouettes) et de leurs œufs, de lézards et d'insectes (principalement des orthoptères : sauterelles et criquets).

### Reproduction
Le Busard cendré est capable de se reproduire à l'âge de 2 ans. Fin avril, le couple construit son nid au sol, au cœur d'une parcelle agricole favorable, le nid est assez sommaire il est fait d'éléments végétaux avec une coupe centrale peu profonde. 

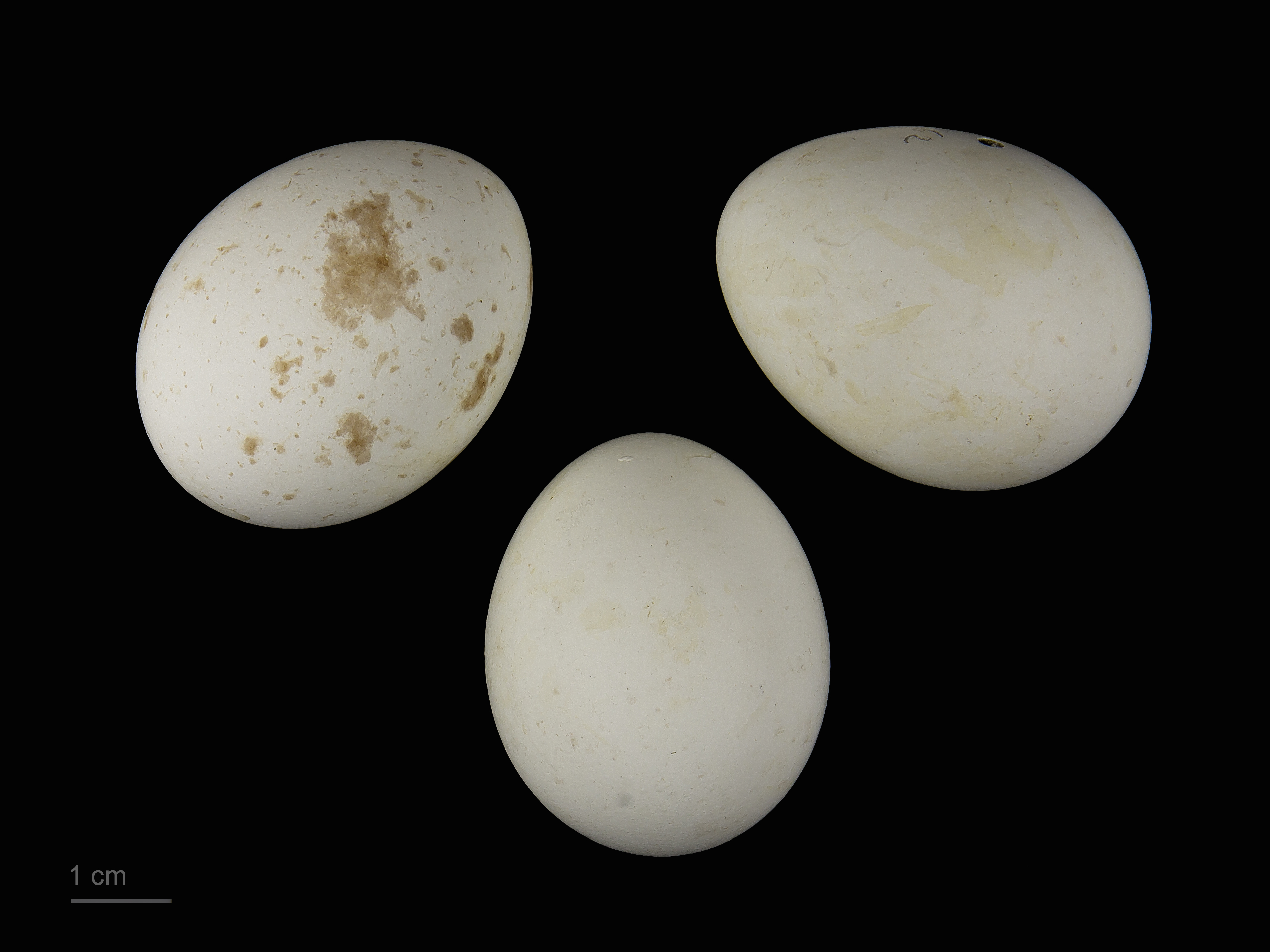
Circus pygargus - MHNT

Généralement en mai la femelle pond 3 à 5 œufs, pondus à intervalle de 2 jours en moyenne, qu'elle couvera environ 5 semaines, chaque œuf nécessitant 28-29 jours de couvaison. Les poussins sont couverts d'un duvet blanc grisâtre. Ils sont nourris par leur mère, le mâle étant chargé de l'approvisionnement. Les jeunes busards sont capables de quitter le nid en marchant à 3 semaines mais le vol ne sera possible qu'à l'âge de 35 ou 40 jours. Ils commenceront à chasser par eux-mêmes 2 à 3 semaines plus tard. 

## Répartition et habitat

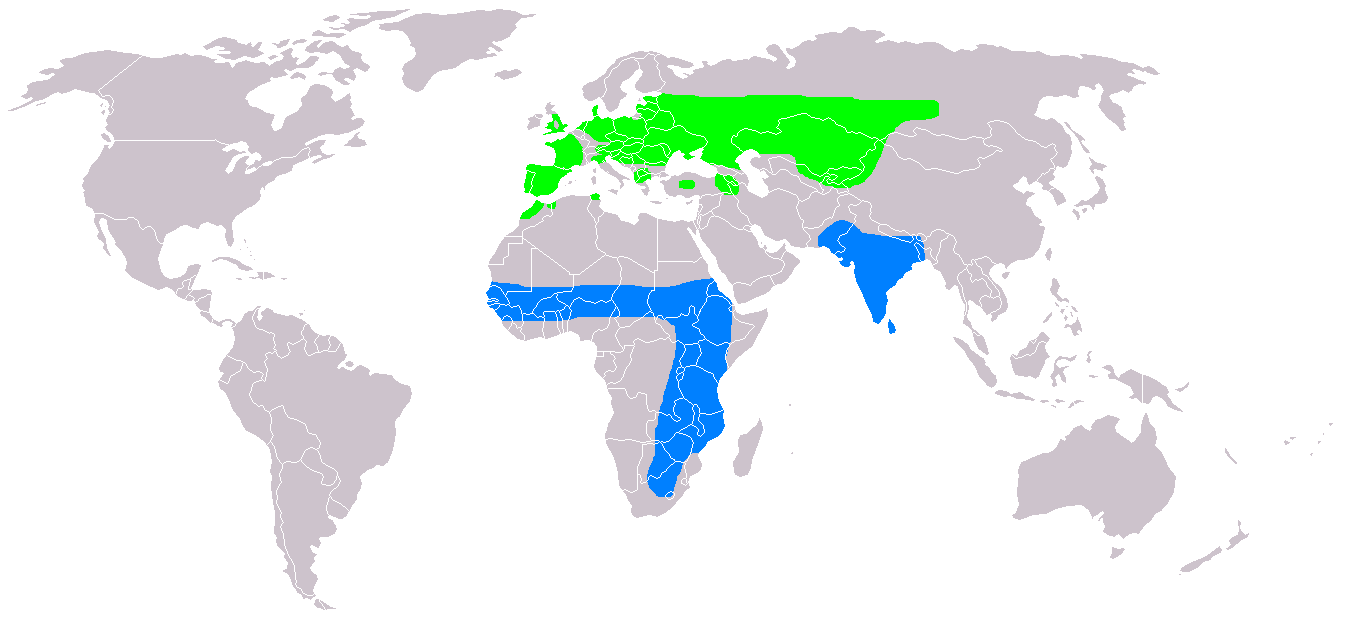
habitat permanent
zone d'hivernage
nidification

### Habitat
Dans toute l'Europe, il niche au sol, normalement dans les milieux naturels (type lande ou prairie humide) à végétation basse (n'excédant pas 2 ou 3 mètres de hauteur). À la suite de la disparition ou de l'exploitation de ces milieux, le busard cendré niche alors dans les cultures, principalement céréalières. Il y a alors de grands risques de destructions des nids lors de travaux agricoles tels que les labours et la fauche.

### Répartition
Le busard cendré pourrait disparaitre de la région Île-de-France. Il ne reste en 2019 qu'une quinzaine de couples dans la région.

## Protection
Le Busard cendré bénéficie d'une protection totale sur le territoire français depuis l'arrêté ministériel du 17 avril 1981 relatif aux oiseaux protégés sur l'ensemble du territoire. Il est inscrit à l'annexe I de la directive Oiseaux de l'Union européenne. Il est donc interdit de le détruire, le mutiler, le capturer ou l'enlever, de le perturber intentionnellement ou de le naturaliser, ainsi que de détruire ou enlever les œufs et les nids et de détruire, altérer ou dégrader leur milieu. Qu'il soit vivant ou mort, il est aussi interdit de le transporter, colporter, de l'utiliser, de le détenir, de le vendre ou de l'acheter.